# 7 Pegasi
7 Pegasi är en misstänkt variabel (VAR) i stjärnbilden Pegasus.
7 Pegasi har visuell magnitud +5,30 och varierar i amplitud med 0,012 magnituder och en period av 10,78865 dygn. Den befinner sig på ett avstånd av ungefär 730 ljusår.